# Эстония на «Евровидении-2015»
Эстония участвовала на конкурсе песни Евровидение 2015 в Вене, Австрия. Участника выбирали на национальном отборе Eesti Laul 2015, организованный Эстонской общественной телерадиовещательной корпорацией. Эстонию на конкурсе песни Евровидение 2015 представили Элина Борн и Стиг Ряста с песней «Goodbye to Yesterday» («Попрощаться с прошлым»). Эстония смогла пройти в финал и занять 7-е место, набрав 106 баллов.

## Национальный отбор
Eesti Laul 2015 стал 7-м национальным отбором, в данном случае на конкурс песни Евровидение 2015. Он состоял из двух полуфиналов, которые состоялись 7 и 14 февраля 2015 года соответственно, и финала, который состоялся 21 февраля 2015 года. В финал вошли лучшие 10 песен из двух полуфиналов. Весь отбор вещался ETV и онлайн на сайте err.ee. Финал также транслировался онлайн на официальном сайте конкурса песни Евровидение.eurovision.tv..

### Формат
Формат национального отбора состоит из двух полуфиналов и финала. Полуфиналы состоялись 14 и 21 февраля 2015 года соответственно, а финал — 21 февраля 2015 года. Все песни участвовали в полуфиналах, и лишь те, которые вошли в пятёрку сильнейших в обоих полуфиналах, прошли в финал. Результаты полуфиналов были определены с помощью жюри и телезрителей в соотношении 50/50. Победитель в финале определялся в два раунда. В первом раунде определялись две лучшие песни с помощью жюри и телезрителей в соотношении 50/50, а в суперфинале посредством телеголосования определялся победитель.

### Участники
17 сентября 2014 года Эстонская общественная телерадиовещательная корпорация открыла приём заявок артистов и композиторов и их записей песен до 1 декабря 2014 года. Все артисты и композиторы должны были иметь эстонское гражданство или быть резидентами Эстонии. Всего было 219 добровольцев, чем был побит рекорд 2014 года (189 добровольцев). Жюри из 11 членов отобрали лучших 20 артистов с их песнями, которые были объявлены на развлекательной программе Ringvaade 4 декабря 2014 года. В жюри вошли Эрик Морна (радио 2, руководитель отдела музыки), Tоомас Пуна (программный директор радио Sky+), Ове Петерсель (главный редактор радио Elmar), Сиим Нестор (музыкальный критик), Каупо Карельсон (телепродюсер), Вальнер Вальме (музыкальный критик), Ленна Куурмаа (певица), Аго Теппанд (музыкант и продюсер), Анне Вески (певица), Ингрид Котла (музыкальный редактор) и Минго Раянди (музыкант).
Из всех участников национального отбора были Робин Юхкенталь, представивший Эстонию на конкурсе песни Евровидение 2010 в составе дуэта Malcolm Lincoln. Airi Vipulkumar Ka nsar (Ojamets), Элина Борн, Лиис Лемсалу, Luisa Värk, Maia Vahtramäe, NimmerSchmidt, Стиг Ряста и Wilhelm have участвовали в предыдущих конкурсах Eesti Laul.
| Артист                            | Песня                  | Язык       | Перевод                   | Композитор(ы)                                                   |
| --------------------------------- | ---------------------- | ---------- | ------------------------- | --------------------------------------------------------------- |
| Airi Vipulkumar Kansar            | «Saatuse laul»         | Эстонский  | «Песня судьбы»            | Urmas Kõiv, Anneli Kõiv                                         |
| Bluestocking                      | «Kordumatu»            | Эстонский  | «Уникально»               | Maria Soikonen                                                  |
| Даниэль Леви                      | «Burning Lights»       | Английский | «Горящие огни»            | Daniel Levi Viinalass                                           |
| Demie feat. Janice                | «Kuum»                 | Эстонский  | «Горячо»                  | Raimo Ugast, Jaanika Merelaht                                   |
| Elephants From Neptune            | «Unriddle Me»          | Английский | «Распусти меня»           | Jon-Arnold Mikiver, Robert Linna, Rain Joona, Markko Reinberg   |
| Элина Борн и Стиг Ряста           | «Goodbye to Yesterday» | Английский | «Попрощаться с прошлым»   | Стиг Ряста                                                      |
| Элиза Колк                        | «Superlove»            | Английский | «Суперлюбовь»             | Vahur Valgmaa                                                   |
| Kali Briis Band                   | «Idiot»                | Английский | «Идиот»                   | Alan Olonen                                                     |
| Karl-Erik Taukar                  | «Päev korraga»         | Эстонский  | «Один день за раз»        | Karl-Erik Taukar, Mark-Eric Kammiste, Fred Krieger              |
| Kruuv                             | «Tiiu talu tütreke»    | Эстонский  | «Фермерская девушка Тиуу» | Allan Kasuk                                                     |
| Лиис Лемсалу & Egert Milder       | «Hold On»              | Английский | «Держись»                 | Лиис Лемсалу, Madis Lett, Egert Milder, Henri Kuusk, Rob Montes |
| Луиза Вярк                        | «Minu päike»           | Эстонский  | «Солнце моё»              | Mikk Tammepõld, Luisa Värk                                      |
| Maia Vahtramäe                    | «Üle vesihalli taeva»  | Эстонский  | «Серое небо над водой»    | Olav Osolin                                                     |
| Mari                              | «Kolm päeva tagasi»    | Эстонский  | «Три дня назад»           | Mariliis Jõgeva                                                 |
| Miina                             | «Kohvitassi lugu»      | Эстонский  | «История кофейной чашки»  | Miina Rikka                                                     |
| NimmerSchmidt                     | «Kellega ma tutvusin?» | Эстонский  | «С кем я встречался?»     | Fredy Schmidt, Andero Nimmer                                    |
| Робин Юхкенталь & The Big Bangers | «Troubles»             | Английский | «Проблемы»                | Робин Юхкенталь, The Big Bangers                                |
| The Blurry Lane                   | «Exceptional»          | Английский | «Исключительный»          | Kristina Bianca Rantala                                         |
| Triin Niitoja & John4             | «This Is Our Choice»   | Английский | «Это наш выбор»           | Jaanus Saago, Triin Niitoja                                     |
| Wilhelm                           | «Light Up Your Mind»   | Английский | «Осветите свой разум»     | Anett Kulbin, Paul Neitsov, Jorven Viilik                       |

### 1-й полуфинал
1-й полуфинал состоялся 14 февраля 2015 года, провели его Хелен Сюрье и Индрек Вахеойа, комментировали Март Юур и Пеетер Ойа. Живая часть шоу была проведена в студии Эстонской общественной телерадиовещательной корпорацией в Таллине, где артисты ожидали результатов своих выступлений, которые были сняты ранее и экранизированы 30 января 2015 года. Из 10 песен в финал прошли песни, вошедшие в пятёрку сильнейших. Всего от жюри и телезрителей было получено 18,507 голосов. В жюри 1-го полуфинала входили Ове Петерсель, Маре Вальятага, Алар Коткас, Пееду Касс, Эрик Морна, Марие Вайгла, Вальнер Вальме, Грете Пайа, Койт Тооме, Сандер Мёльдер и Аннелиис Китс.
| 1-й полуфинал — 7 февраля 2015 | 1-й полуфинал — 7 февраля 2015    | 1-й полуфинал — 7 февраля 2015 | 1-й полуфинал — 7 февраля 2015 | 1-й полуфинал — 7 февраля 2015 | 1-й полуфинал — 7 февраля 2015 | 1-й полуфинал — 7 февраля 2015 | 1-й полуфинал — 7 февраля 2015 | 1-й полуфинал — 7 февраля 2015 | 1-й полуфинал — 7 февраля 2015 | 1-й полуфинал — 7 февраля 2015 |
| Номер                          | Артист                            | Песня                          | Язык                           | Перевод                        | Жюри                           | Жюри                           | Телеголосование                | Телеголосование                | Всего                          | Место                          |
| ------------------------------ | --------------------------------- | ------------------------------ | ------------------------------ | ------------------------------ | ------------------------------ | ------------------------------ | ------------------------------ | ------------------------------ | ------------------------------ | ------------------------------ |
| 1                              | Karl-Erik Taukar                  | «Päev korraga»                 | Эстонский                      | «Один день за раз»             | 59                             | 6                              | 1522                           | 6                              | 12                             | 6                              |
| 2                              | Miina                             | «Kohvitassi lugu»              | Эстонский                      | «История кофейной чашки»       | 44                             | 3                              | 719                            | 1                              | 4                              | 10                             |
| 3                              | The Blurry Lane                   | «Exceptional»                  | Английский                     | «Исключительный»               | 48                             | 4                              | 2657                           | 9                              | 13                             | 3                              |
| 4                              | Лиис Лемсалу & Egert Milder       | «Hold On»                      | Английский                     | «Держись»                      | 81                             | 7                              | 1115                           | 2                              | 9                              | 7                              |
| 5                              | Airi Vipulkumar Kansar            | «Saatuse laul»                 | Эстонский                      | «Песня судьбы»                 | 37                             | 2                              | 1186                           | 3                              | 5                              | 9                              |
| 6                              | Maia Vahtramäe                    | «Üle vesihalli taeva»          | Эстонский                      | «Серое небо над водой»         | 53                             | 5                              | 2444                           | 8                              | 13                             | 4                              |
| 7                              | Робин Юхкенталь & The Big Bangers | «Troubles»                     | Английский                     | «Проблемы»                     | 81                             | 8                              | 1377                           | 5                              | 13                             | 5                              |
| 8                              | Elephants From Neptune            | «Unriddle Me»                  | Английский                     | «Распусти меня»                | 100                            | 10                             | 1207                           | 4                              | 14                             | 2                              |
| 9                              | Элиза Колк                        | «Superlove»                    | Английский                     | «Суперлюбовь»                  | 82                             | 9                              | 4263                           | 10                             | 19                             | 1                              |
| 10                             | Bluestocking                      | «Kordumatu»                    | Эстонский                      | «Уникально»                    | 20                             | 1                              | 2017                           | 7                              | 8                              | 8                              |

| Подробное голосование жюри | Подробное голосование жюри | Подробное голосование жюри | Подробное голосование жюри | Подробное голосование жюри | Подробное голосование жюри | Подробное голосование жюри | Подробное голосование жюри | Подробное голосование жюри | Подробное голосование жюри | Подробное голосование жюри | Подробное голосование жюри | Подробное голосование жюри | Подробное голосование жюри |
| Номер                      | Песня                      | О. Петерсель               | М. Вальятага               | А. Коткас                  | П. Касс                    | Э. Морна                   | М. Вайгла                  | В. Вальме                  | Г. Пайа                    | К. Тооме                   | С. Мёльдер                 | А. Китс                    | Всего                      |
| -------------------------- | -------------------------- | -------------------------- | -------------------------- | -------------------------- | -------------------------- | -------------------------- | -------------------------- | -------------------------- | -------------------------- | -------------------------- | -------------------------- | -------------------------- | -------------------------- |
| 1                          | «Päev korraga»             | 3                          | 3                          | 7                          | 7                          | 4                          | 6                          | 1                          | 7                          | 9                          | 7                          | 5                          | 59                         |
| 2                          | «Kohvitassi lugu»          | 7                          | 6                          | 1                          | 5                          | 2                          | 5                          | 3                          | 3                          | 3                          | 5                          | 4                          | 44                         |
| 3                          | «Exceptional»              | 4                          | 8                          | 6                          | 4                          | 1                          | 3                          | 4                          | 4                          | 5                          | 3                          | 6                          | 48                         |
| 4                          | «Hold On»                  | 10                         | 5                          | 8                          | 9                          | 5                          | 7                          | 5                          | 8                          | 7                          | 10                         | 7                          | 81                         |
| 5                          | «Saatuse laul»             | 2                          | 2                          | 5                          | 3                          | 3                          | 8                          | 6                          | 2                          | 2                          | 2                          | 2                          | 37                         |
| 6                          | «Üle vesihalli taeva»      | 6                          | 4                          | 3                          | 6                          | 7                          | 2                          | 8                          | 6                          | 4                          | 4                          | 3                          | 53                         |
| 7                          | «Troubles»                 | 5                          | 10                         | 4                          | 8                          | 6                          | 9                          | 10                         | 5                          | 6                          | 9                          | 9                          | 81                         |
| 8                          | «Unriddle Me»              | 8                          | 7                          | 10                         | 10                         | 10                         | 10                         | 9                          | 10                         | 8                          | 8                          | 10                         | 100                        |
| 9                          | «Superlove»                | 9                          | 9                          | 9                          | 2                          | 9                          | 4                          | 7                          | 9                          | 10                         | 6                          | 8                          | 82                         |
| 10                         | «Kordumatu»                | 1                          | 1                          | 2                          | 1                          | 8                          | 1                          | 2                          | 1                          | 1                          | 1                          | 1                          | 20                         |

### 2-й полуфинал
2-й полуфинал состоялся 21 февраля 2015 года, провели его Хелен Сюрье и Индрек Вахеойа, комментировали Март Юур и Пеетер Ойа. Живая часть шоу была проведена в студии Эстонской общественной телерадиовещательной корпорацией в Таллине, где артисты ожидали результатов своих выступлений, которые были сняты ранее и экранизированы 1 февраля 2015 года. Из 10 песен в финал прошли песни, вошедшие в пятёрку сильнейших. Всего от жюри и телезрителей было получено 38,094 голосов. В жюри 2-го полуфинала входили Ове Петерсель, Маре Вальятага, Алар Коткас, Пееду Касс, Эрик Морна, Марие Вайгла, Вальнер Вальме, Грете Пайа, Койт Тооме, Сандер Мёльдер и Аннелиис Китс.
| 2-й полуфинал — 14 февраля 2015 | 2-й полуфинал — 14 февраля 2015 | 2-й полуфинал — 14 февраля 2015 | 2-й полуфинал — 14 февраля 2015 | 2-й полуфинал — 14 февраля 2015 | 2-й полуфинал — 14 февраля 2015 | 2-й полуфинал — 14 февраля 2015 | 2-й полуфинал — 14 февраля 2015 | 2-й полуфинал — 14 февраля 2015 | 2-й полуфинал — 14 февраля 2015 | 2-й полуфинал — 14 февраля 2015 |
| Номер                           | Артист                          | Песня                           | Язык                            | Перевод                         | Жюри                            | Жюри                            | Телеголосование                 | Телеголосование                 | Всего                           | Место                           |
| ------------------------------- | ------------------------------- | ------------------------------- | ------------------------------- | ------------------------------- | ------------------------------- | ------------------------------- | ------------------------------- | ------------------------------- | ------------------------------- | ------------------------------- |
| 1                               | Wilhelm                         | «Light Up Your Mind»            | Английский                      | «Осветите свой разум»           | 75                              | 8                               | 766                             | 1                               | 9                               | 8                               |
| 2                               | Kruuv                           | «Tiiu talu tütreke»             | Эстонский                       | «Фермерская девушка Тиуу»       | 38                              | 2                               | 1601                            | 7                               | 9                               | 6                               |
| 3                               | Demie feat. Janice              | «Kuum»                          | Эстонский                       | «Горячо»                        | 42                              | 3                               | 851                             | 2                               | 5                               | 10                              |
| 4                               | NimmerSchmidt                   | «Kellega ma tutvusin?»          | Эстонский                       | «С кем я встречался?»           | 63                              | 6                               | 980                             | 3                               | 9                               | 7                               |
| 5                               | Элина Борн и Стиг Ряста         | «Goodbye to Yesterday»          | Английский                      | «Попрощаться с прошлым»         | 99                              | 10                              | 23966                           | 10                              | 20                              | 1                               |
| 6                               | Даниэль Леви                    | «Burning Lights»                | Английский                      | «Горящие огни»                  | 75                              | 7                               | 3524                            | 9                               | 16                              | 2                               |
| 7                               | Triin Niitoja & John4           | «This is Our Choice»            | Английский                      | «Это наш выбор»                 | 60                              | 5                               | 2240                            | 8                               | 13                              | 3                               |
| 8                               | Kali Briis Band                 | «Idiot»                         | Английский                      | «Идиот»                         | 76                              | 9                               | 1174                            | 4                               | 13                              | 4                               |
| 9                               | Луиза Вярк                      | «Minu päike»                    | Эстонский                       | «Солнце моё»                    | 43                              | 4                               | 1572                            | 6                               | 10                              | 5                               |
| 10                              | Mari                            | «Kolm päeva tagasi»             | Эстонский                       | «Три дня назад»                 | 34                              | 1                               | 1420                            | 5                               | 6                               | 9                               |

| Подробное голосование жюри | Подробное голосование жюри | Подробное голосование жюри | Подробное голосование жюри | Подробное голосование жюри | Подробное голосование жюри | Подробное голосование жюри | Подробное голосование жюри | Подробное голосование жюри | Подробное голосование жюри | Подробное голосование жюри | Подробное голосование жюри | Подробное голосование жюри | Подробное голосование жюри |
| Номер                      | Песня                      | О. Петерсель               | М. Вальятага               | А. Коткас                  | П. Касс                    | Э. Морна                   | М. Вайгла                  | В. Вальме                  | Г. Пайа                    | К. Тооме                   | С. Мёльдер                 | А. Китс                    | Всего                      |
| -------------------------- | -------------------------- | -------------------------- | -------------------------- | -------------------------- | -------------------------- | -------------------------- | -------------------------- | -------------------------- | -------------------------- | -------------------------- | -------------------------- | -------------------------- | -------------------------- |
| 1                          | «Light Up Your Mind»       | 8                          | 6                          | 9                          | 8                          | 2                          | 10                         | 2                          | 10                         | 6                          | 6                          | 8                          | 75                         |
| 2                          | «Tiiu talu tütreke»        | 1                          | 2                          | 1                          | 2                          | 1                          | 6                          | 5                          | 5                          | 5                          | 7                          | 3                          | 38                         |
| 3                          | «Kuum»                     | 4                          | 3                          | 2                          | 1                          | 10                         | 1                          | 8                          | 1                          | 8                          | 2                          | 2                          | 42                         |
| 4                          | «Kellega ma tutvusin?»     | 2                          | 4                          | 3                          | 7                          | 8                          | 9                          | 6                          | 3                          | 4                          | 8                          | 9                          | 63                         |
| 5                          | «Goodbye to Yesterday»     | 10                         | 9                          | 8                          | 10                         | 9                          | 8                          | 9                          | 9                          | 10                         | 10                         | 7                          | 99                         |
| 6                          | «Burning Lights»           | 3                          | 10                         | 10                         | 5                          | 6                          | 7                          | 7                          | 8                          | 9                          | 4                          | 6                          | 75                         |
| 7                          | «This is Our Choice»       | 7                          | 5                          | 7                          | 6                          | 5                          | 4                          | 3                          | 7                          | 7                          | 5                          | 4                          | 60                         |
| 8                          | «Idiot»                    | 9                          | 8                          | 4                          | 9                          | 7                          | 5                          | 10                         | 4                          | 1                          | 9                          | 10                         | 76                         |
| 9                          | «Minu päike»               | 6                          | 7                          | 6                          | 3                          | 4                          | 2                          | 1                          | 6                          | 2                          | 1                          | 5                          | 43                         |
| 10                         | «Kolm päeva tagasi»        | 5                          | 1                          | 5                          | 4                          | 3                          | 3                          | 4                          | 2                          | 3                          | 3                          | 1                          | 34                         |

### Финал
Финал состоялся 21 февраля 2015 года в Nordea Concert Hall в Таллине, провели его Марко Рейкоп и Генрих Кальмет. В финал прошли 10 песен, по пять из обоих полуфиналов. В первом раунде голосовали жюри и телезрители (соотношение 50/50), отобрав три лучшие песни. Три из них, занявшие первые два места в первом раунде, проходят в суперфинал, где определяется победитель. Ими стали «Goodbye to Yesterday» в исполнении Элины Борн и Стига Рясты, «Burning Lights» в исполнении Даниэля Леви и «Superlove» в исполнении Элизы Колк. Публичное голосование в первом раунде зарегистрировало 76,807 голосов, в суперфинале — 90,417 голосов. В жюри вошли G-Enka (музыкант), Инес (певица и композитор), Ингрид Котла (музыкальный критик), Кристиан Хирмо (DJ и ведущий на Radio Sky+), Эльс Химма (певец), Приит Хыгемяги (культурный критик), Койт Раудсепп (ведущий Raadio 2), Иирис Весик (певица), Рейго Ахвен (барабанщик), Кристиан Рандалу (пианист и композитор) и Таня (певица и хореографист).
| Финал — 21 февраля 2015 | Финал — 21 февраля 2015           | Финал — 21 февраля 2015 | Финал — 21 февраля 2015 | Финал — 21 февраля 2015 | Финал — 21 февраля 2015 | Финал — 21 февраля 2015 | Финал — 21 февраля 2015 | Финал — 21 февраля 2015 | Финал — 21 февраля 2015 | Финал — 21 февраля 2015 |
| Номер                   | Артист                            | Песня                   | Язык                    | Перевод                 | Жюри                    | Жюри                    | Телеголосование         | Телеголосование         | Всего                   | Место                   |
| ----------------------- | --------------------------------- | ----------------------- | ----------------------- | ----------------------- | ----------------------- | ----------------------- | ----------------------- | ----------------------- | ----------------------- | ----------------------- |
| 1                       | Луиза Вярк                        | «Minu päike»            | Эстонский               | «Солнце моё»            | 34                      | 2                       | 1499                    | 1                       | 3                       | 10                      |
| 2                       | Maia Vahtramäe                    | «Üle vesihalli taeva»   | Эстонский               | «Серое небо над водой»  | 48                      | 3                       | 1699                    | 2                       | 5                       | 9                       |
| 3                       | Элина Борн и Стиг Ряста           | «Goodbye to Yesterday»  | Английский              | «Попрощаться с прошлым» | 89                      | 10                      | 44974                   | 10                      | 20                      | 1                       |
| 4                       | Kali Briis Band                   | «Idiot»                 | Английский              | «Идиот»                 | 53                      | 4                       | 2217                    | 5                       | 9                       | 7                       |
| 5                       | Робин Юхкенталь & The Big Bangers | «Troubles»              | Английский              | «Проблемы»              | 77                      | 7                       | 1791                    | 3                       | 10                      | 6                       |
| 6                       | Даниэль Леви                      | «Burning Lights»        | Английский              | «Горящие огни»          | 80                      | 8                       | 7369                    | 9                       | 17                      | 2                       |
| 7                       | Элиза Колк                        | «Superlove»             | Английский              | «Суперлюбовь»           | 59                      | 6                       | 5951                    | 8                       | 14                      | 3                       |
| 8                       | The Blurry Lane                   | «Exceptional»           | Английский              | «Исключительный»        | 24                      | 1                       | 4360                    | 6                       | 7                       | 8                       |
| 9                       | Elephants From Neptune            | «Unriddle Me»           | Английский              | «Распусти меня»         | 88                      | 9                       | 2211                    | 4                       | 13                      | 4                       |
| 10                      | Triin Niitoja & John4             | «This is Our Choice»    | Английский              | «Это наш выбор»         | 53                      | 5                       | 4736                    | 7                       | 12                      | 5                       |

| Подробное голосование жюри | Подробное голосование жюри | Подробное голосование жюри | Подробное голосование жюри | Подробное голосование жюри | Подробное голосование жюри | Подробное голосование жюри | Подробное голосование жюри | Подробное голосование жюри | Подробное голосование жюри | Подробное голосование жюри | Подробное голосование жюри | Подробное голосование жюри | Подробное голосование жюри |
| Номер                      | Песня                      | О. Петерсель               | М. Вальятага               | А. Коткас                  | П. Касс                    | Э. Морна                   | М. Вайгла                  | В. Вальме                  | Г. Пайа                    | К. Тооме                   | С. Мёльдер                 | А. Китс                    | Всего                      |
| -------------------------- | -------------------------- | -------------------------- | -------------------------- | -------------------------- | -------------------------- | -------------------------- | -------------------------- | -------------------------- | -------------------------- | -------------------------- | -------------------------- | -------------------------- | -------------------------- |
| 1                          | «Minu päike»               | 5                          | 3                          | 4                          | 3                          | 3                          | 2                          | 1                          | 2                          | 5                          | 3                          | 3                          | 34                         |
| 2                          | «Üle vesihalli taeva»      | 2                          | 5                          | 7                          | 6                          | 8                          | 8                          | 4                          | 1                          | 1                          | 2                          | 4                          | 48                         |
| 3                          | «Goodbye to Yesterday»     | 9                          | 9                          | 10                         | 9                          | 7                          | 7                          | 5                          | 7                          | 10                         | 6                          | 10                         | 89                         |
| 4                          | «Idiot»                    | 8                          | 4                          | 8                          | 1                          | 4                          | 4                          | 3                          | 8                          | 6                          | 5                          | 2                          | 53                         |
| 5                          | «Troubles»                 | 6                          | 6                          | 9                          | 2                          | 9                          | 9                          | 6                          | 9                          | 8                          | 7                          | 6                          | 77                         |
| 6                          | «Burning Lights»           | 3                          | 8                          | 3                          | 10                         | 10                         | 6                          | 9                          | 5                          | 7                          | 10                         | 9                          | 80                         |
| 7                          | «Superlove»                | 7                          | 7                          | 5                          | 8                          | 2                          | 5                          | 8                          | 3                          | 3                          | 4                          | 7                          | 59                         |
| 8                          | «Exceptional»              | 1                          | 1                          | 1                          | 5                          | 5                          | 1                          | 2                          | 4                          | 2                          | 1                          | 1                          | 24                         |
| 9                          | «Unriddle Me»              | 10                         | 10                         | 6                          | 7                          | 6                          | 10                         | 7                          | 10                         | 9                          | 8                          | 5                          | 88                         |
| 10                         | «This is Our Choice»       | 4                          | 2                          | 2                          | 4                          | 1                          | 3                          | 10                         | 6                          | 4                          | 9                          | 8                          | 53                         |

| Суперфинал — 21 февраля 2015 | Суперфинал — 21 февраля 2015 | Суперфинал — 21 февраля 2015 | Суперфинал — 21 февраля 2015 | Суперфинал — 21 февраля 2015 | Суперфинал — 21 февраля 2015 | Суперфинал — 21 февраля 2015 |
| Номер                        | Артист                       | Песня                        | Язык                         | Перевод                      | Телеголосование              | Место                        |
| ---------------------------- | ---------------------------- | ---------------------------- | ---------------------------- | ---------------------------- | ---------------------------- | ---------------------------- |
| 1                            | Элина Борн и Стиг Ряста      | «Goodbye to Yesterday»       | Английский                   | «Попрощаться с прошлым»      | 71429 (79 %)                 | 1                            |
| 2                            | Даниэль Леви                 | «Burning Lights»             | Английский                   | «Горящие огни»               | 11754 (13 %)                 | 2                            |
| 3                            | Элиза Колк                   | «Superlove»                  | Английский                   | «Суперлюбовь»                | 7234 (8 %)                   | 3                            |

## Евровидение 2015
Эстония выступила в 1-м полуфинале, 19 мая 2015 года, под 7-м номером. Эстония заняла 3-е место в полуфинале, набрав 105 баллов, и прошла финал.
В финале, 23 мая 2015 года, Эстония заняла 7-е место, набрав 106 баллов.
В Эстонии оба полуфинала и финал транслировались ETV, комментировал Марко Рейкоп. Также 1-й полуфинал и финал транслировались на радио Raadio 2, комментировали Март Юур и Андрюс Кивиряхк. В финале результаты голосования Эстонии объявляла Таня.

### Результаты голосования за Эстонию
| 12 баллов             | 10 баллов                    | 8 баллов                                              | 7 баллов                                 | 6 баллов |
| --------------------- | ---------------------------- | ----------------------------------------------------- | ---------------------------------------- | -------- |
| - Испания             | - Австрия - Россия           | - Беларусь - Дания - Финляндия - Венгрия - Нидерланды |                                          |          |
| 5 баллов              | 4 балла                      | 3 балла                                               | 2 балла                                  | 1 балл   |
| - Австралия - Бельгия | - Армения - Франция - Греция | - Грузия                                              | - Македония - Молдова - Румыния - Сербия |          |

| 12 баллов | 10 баллов                            | 8 баллов                                                     | 7 баллов                                                                    | 6 баллов                             |
| --------- | ------------------------------------ | ------------------------------------------------------------ | --------------------------------------------------------------------------- | ------------------------------------ |
|           | - Финляндия                          | - Литва                                                      | - Беларусь - Венгрия - Россия                                               | - Австрия - Дания - Латвия           |
| 5 баллов  | 4 балла                              | 3 балла                                                      | 2 балла                                                                     | 1 балл                               |
|           | - Албания - Азербайджан - Нидерланды | - Австралия - Израиль - Мальта - Норвегия - Испания - Швеция | - Бельгия - Кипр - Грузия - Германия - Италия - Македония - Польша - Сербия | - Исландия - Черногория - Португалия |

#### Баллы, данные Эстонией
| 1-й полуфинал | 1-й полуфинал |
| ------------- | ------------- |
| 12 баллов     | Венгрия       |
| 10 баллов     | Бельгия       |
| 8 баллов      | Россия        |
| 7 баллов      | Дания         |
| 6 баллов      | Грузия        |
| 5 баллов      | Нидерланды    |
| 4 балла       | Финляндия     |
| 3 балла       | Румыния       |
| 2 балла       | Македония     |
| 1 балл        | Греция        |

| Финал     | Финал     |
| --------- | --------- |
| 12 баллов | Россия    |
| 10 баллов | Швеция    |
| 8 баллов  | Венгрия   |
| 7 баллов  | Бельгия   |
| 6 баллов  | Латвия    |
| 5 баллов  | Австралия |
| 4 балла   | Норвегия  |
| 3 балла   | Италия    |
| 2 балла   | Литва     |
| 1 балл    | Грузия    |